# 2394 Nadeev
2394 Nadeev eller 1973 SZ2 är en asteroid i huvudbältet som upptäcktes den 22 september 1973 av den rysk-sovjetiske astronomen Nikolaj Tjernych vid Krims astrofysiska observatorium på Krim. Den har fått sitt namn efter ryssen Lev Nadeev.
Asteroiden har en diameter på ungefär 22 kilometer.